# Mario Passano
Mario Passano (Buenos Aires, 1925 - ibídem, 23 de julio de 1995) fue un cantante de tango y actor de cine, teatro y televisión argentino. Su esposa fue la actriz Mirtha Reid.

## Biografía
Mario, quien fue el hijo de Ricardo Segundo Passano, hermano del gran actor Ricardo Passano y Margot Passano, sobrino de la gran actriz Elsa O'Connor y primo de Horacio O'Connor, se perfeccionó desde muy joven en el arte escénico. 

## Carrera
Inició su carrera como extra en diferentes proyectos llevado por su hermano Ricardo. A los 19 años se unió en una compañía y se fue por Centroamérica, con Enrique de Rosas, que lo llevó para pegar decorados y al enfermarse algunos de los actores, lo probó y vio que tenía condiciones y cuando volvió después de dos años estaba formado como actor.
En cine actuó en unos 30 filmes en las que plasmó diversos personajes dramáticos y cómicos, junto con grandes como  Roberto Fugazot, Margarita Corona, Lía Casanova, Olga Zubarry, Alberto Bello, Lautaro Murúa, Mario Fortuna, Susana Campos, entre muchos otros . También incursionó en televisión y teatro. 

### Filmografía
- Juvenilla (1943)
- Los isleros (1951)
- El hincha (1951)
- Dock Sud (1953)
- Caballito criollo (1953)
- Mercado negro (1953) como el Oficial Alfredo Herrera
- La muerte flota en el río (1956) como el Oficial Gutiérrez
- Después del silencio (1956) como Jacinto Godoy
- Historias de una soga (1956) como Daniel
- El Último perro (1956) como El nato
- Detrás de un largo muro (1958) como Andrés
- Simiente humana (1959)
- Luna Park (1959) como Kid Vargas
- Los evadidos (1964) como un Sacerdote

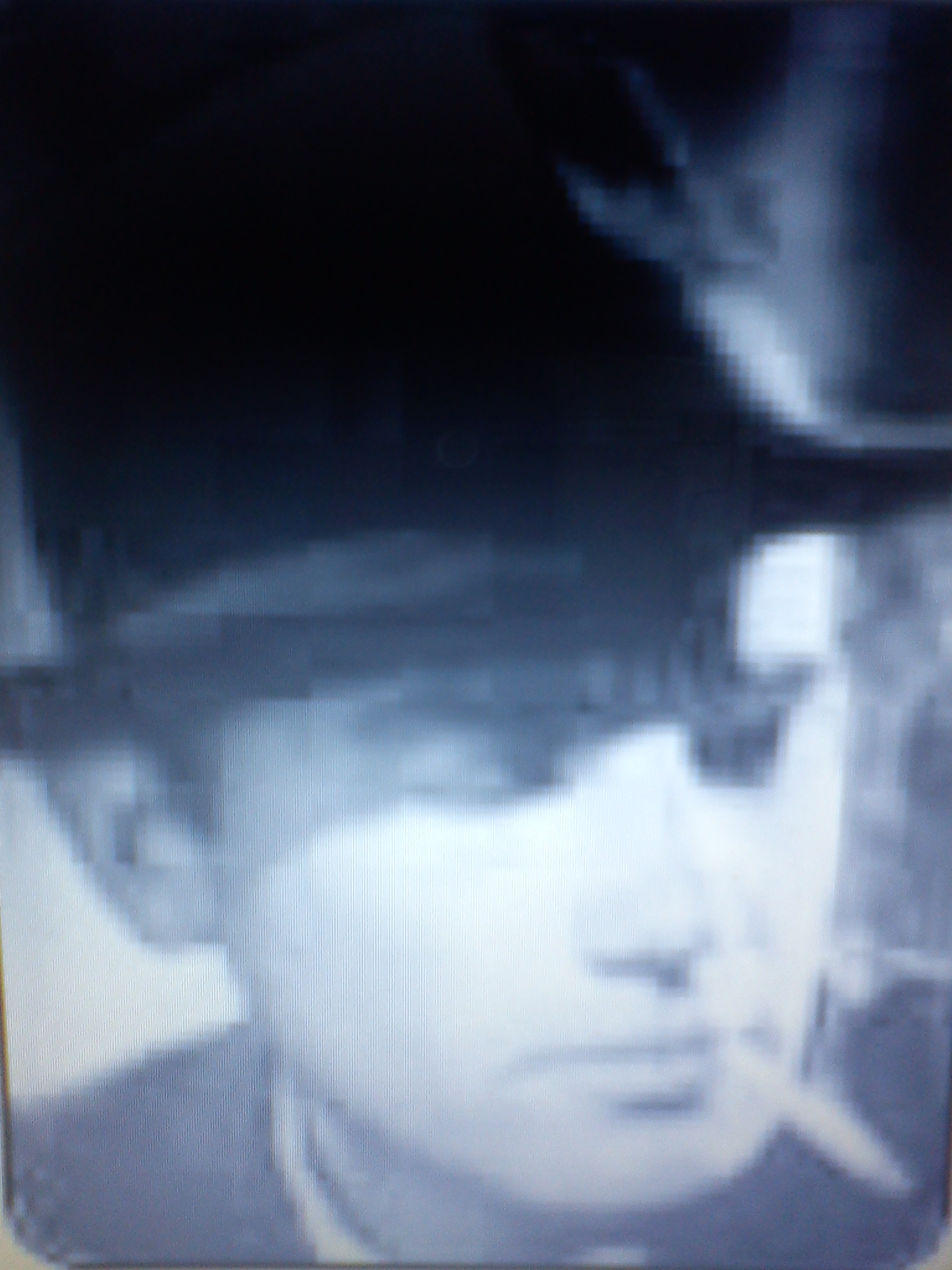
Fotografía frente del actor Mario Passano.

- Así o de otra manera (1964)
- Máscaras en otoño (1966)
- Los días calientes (1966)
- Bajo el signo de la patria (1971)
- Pájaro loco (1971)
- Autocine mon amour (1972)
- Andrea (1973)
- Solamente ella (1975)
- Tormenta de pasiones (1989)
- Deliciosamente peligrosa (1989)
- Prisioneras del terror (1990)
- Ya no hay hombres (1991)

### Televisión
Debuta en la pantalla chica en 1954 en la telenovela Mis personajes, escrita por Miguel de Calasanz y dirigida por Carlos Alberto Colasurdo. En ese elenco también estuvieron Ana Lassalle, Vicente Ariño, Santiago Gómez Cou, Elena Lucena, Gloria Guzmán, Amelia Bence, Enrique Serrano, Rosa Rosen, Fernando Siro, Iris Marga, María Aurelia Bisutti y Malisa Zini.
Por Canal 13 hizo la telenovela En serio... no tan en serio, junto con Norma Aleandro, Julio de Grazia, Jorge Rivera López y Dora Prince.
También actuó junto a su hermano Ricardo en 1966 en un programa de Canal 9 con teleteatros como Maridos caseros, Bendita seas, Mi mujer, su perro... y yo, Los mirasoles y Buenos días, mamá.

### Teatro
A los principios de los años 1960 conformó junto con Ricardo Passano h. su propia Compañía cómica de teatro.
- Un ángel de barro de Gerardo Ribas  (1954), en el Teatro Patagonia, y junto a Iris Marga.
- Hombres en mi vida (1952), con la compañía encabezada por Tita Merello, estrenada en el Teatro Smart.
- Buenos Días Mamá de Eduardo Pappo como Mario (1963), en el Cine teatro Atlantic. Junto con Ricardo Passano, Ana Arneodo, Angélica Fernández, Lolita Segovia, Elisardo Santalla, Nino Lucarelli, Beatriz Iribar y Carlos Cotto.
- La casa sin alma
- ¿Que hago con los dos maridos? de Almeida y Santana
- Bendita seas de Alberto Novión (1964), junto con R. Passano y Carmen Llambí.

## Fallecimiento
Mario Passano murió de un ataque cardíaco el 23 de julio de 1995 en Ituzaingó. Fue enterrado en el Panteón  de la Asociación Argentina de Actores, nicho n º 380 del Cementerio de la Chacarita.